# Gabriel Lerner
Gabriel Lerner (General Roca, provincia de Río Negro, 1962) es un abogado y político argentino que se desempeñó como Secretario de Niñez, Adolescencia y Familia de la Nación Argentina desde el 10 de diciembre de 2019, previamente había desempeñado dicho cargo entre 2011 y 2015. Además se desempeñó como secretario de Programación para la Prevención de la Drogadicción y la Lucha contra el Narcotráfico (SEDRONAR) entre mayo y diciembre de 2015 durante la presidencia de Cristina Fernández de Kirchner.

## Carrera
Antes de ser nombrado titular de la SEDRONAR, se desempeñó como Secretario de Niñez, Adolescencia y Familia del Ministerio de Desarrollo Social de la Nación. También se desempeñó como Director Nacional y Subsecretario de Derechos para la Niñez, Adolescencia y Familia en el mismo ministerio; y fue disertante de la Red Latinoamericana para la Reforma de las Políticas de Drogas.
En la SEDRONAR reemplazó al sacerdote católico Juan Carlos Molina, que había presentado su renuncia. Fue nombrado en el cargo mediante el decreto número 832/2015 publicado en el Boletín Oficial de la República Argentina.
Es miembro y dirigente de la agrupación kirchnerista KOLINA, conducida por Alicia Kirchner.
Lerner tiene una postura en contra de criminalizar el consumo personal de cannabis con fines medicos y en contra de la «persecución penal de niños o adolescentes por tenencia de pequeñas cantidades.
En 2019 fue designado nuevamente al frente de la Secretaría de Niñez, Adolescencia y Familia (SENAF) dependiente del Ministerio de Desarrollo Social de la Nación, por el presidente Alberto Fernández.